# Af83
af83 était une SSLL franco-américaine fondée en 2006 à Paris et San Francisco  par les sociétés Fabernovel et Bearstech. Son nom fait référence au numéro du vol Air France qui relie ces deux villes. La société a fermé en 2019.